# 사얀산맥

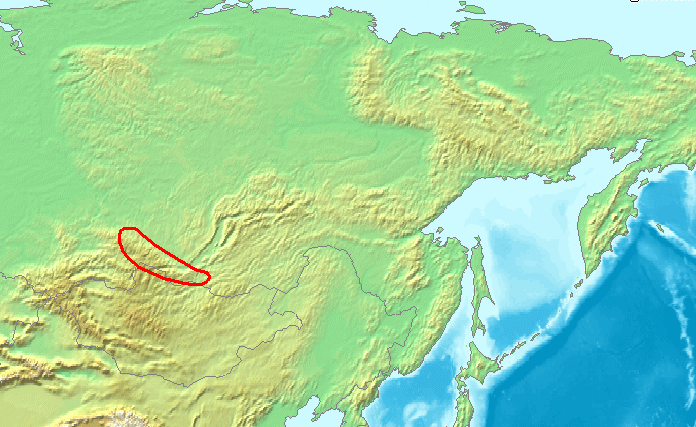

사얀산맥은 몽골 북서부와 남시베리아 사이에 있는 산맥이다. 사얀산맥의 서부는 알타이산맥의 동부 시작 부분이며, 사얀산맥의 동부는 예니세이강과 바이칼 호수 남서부 끝 부분까지로 약 1,000km가량 뻗어있다.